# Galerie Doria-Pamphilj
La galerie Doria-Pamphilj est un musée privé de Rome appartenant à la famille Doria Pamphilj Landi. Elle abrite une collection d'art privée.

## Le palais
Le bâtiment, situé entre la via del Corso et la via della Gatta, remonte au XVIe siècle. Il appartient à l'origine au cardinal Fazio Santoro, avant de passer aux Della Rovere puis, au début du XVIIe siècle, au cardinal Pietro Aldobrandini. Le palais fait ensuite partie de la dot d'Olimpia Aldobrandini.
En 1647, celle-ci, veuve de Paolo Borghèse (en), épouse le prince Camillo Pamphilj, neveu du pape Innocent X et lui apporte l'actuel palais, qui fait toujours partie du patrimoine Pamphilj au XXIe siècle. Le palais est augmenté d'une nouvelle aile, le « Nouvel appartement », situé en face du Collège romain, à l'emplacement de l'actuel palais. Les plans sont confiés à l'architecte Antonio del Grande. Au XVIIIe siècle, le palais sera rénové par Gabriele Valvassori.
Le palais a été conçu presque depuis le début pour permettre l'exposition des collections au public. L'aménagement actuel des tableaux est issu d'un plan d'accrochage du XVIIIe siècle retrouvé dans les archives de la famille et remis en application dans les années 1990.

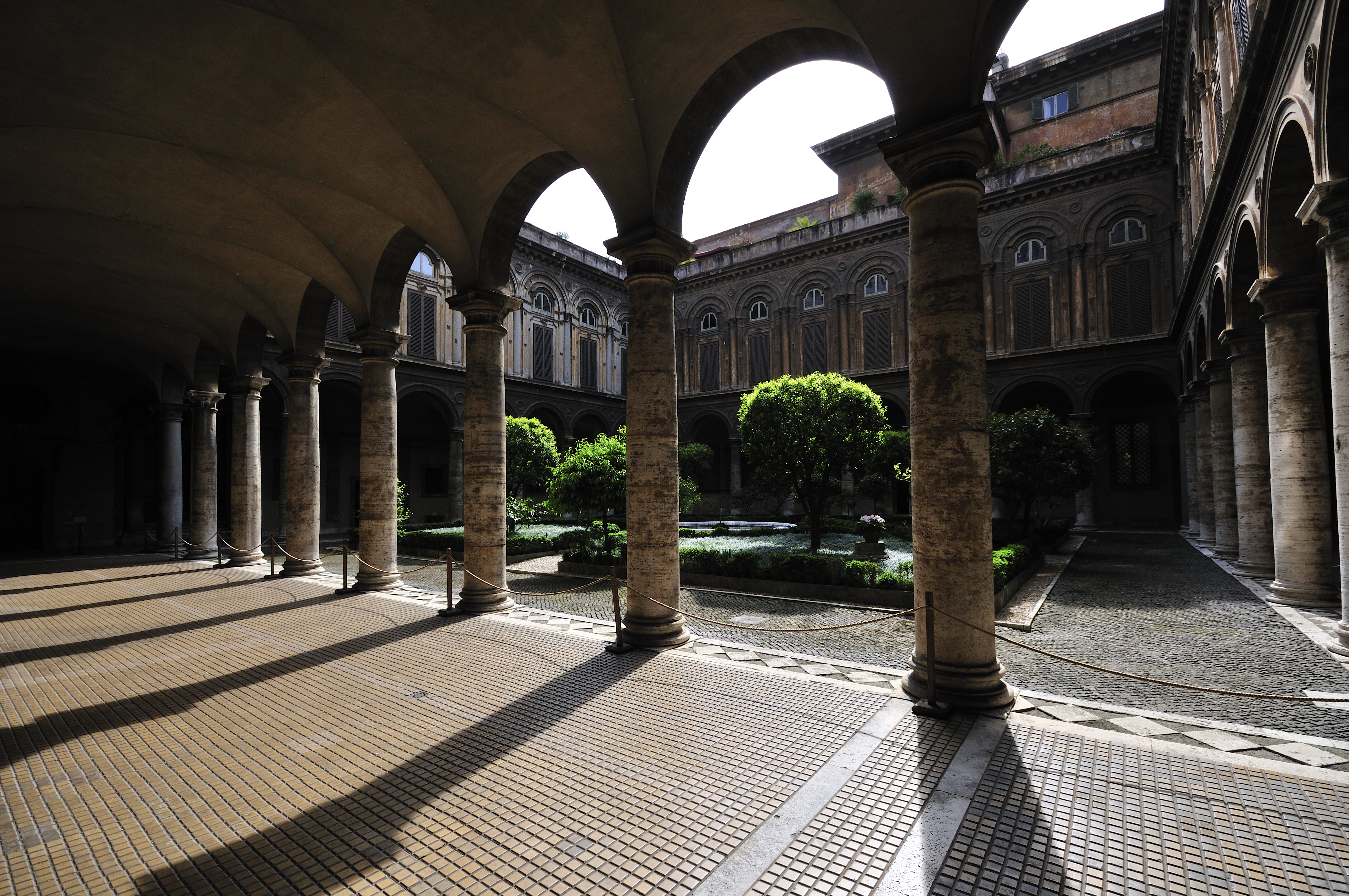
Cour intérieure
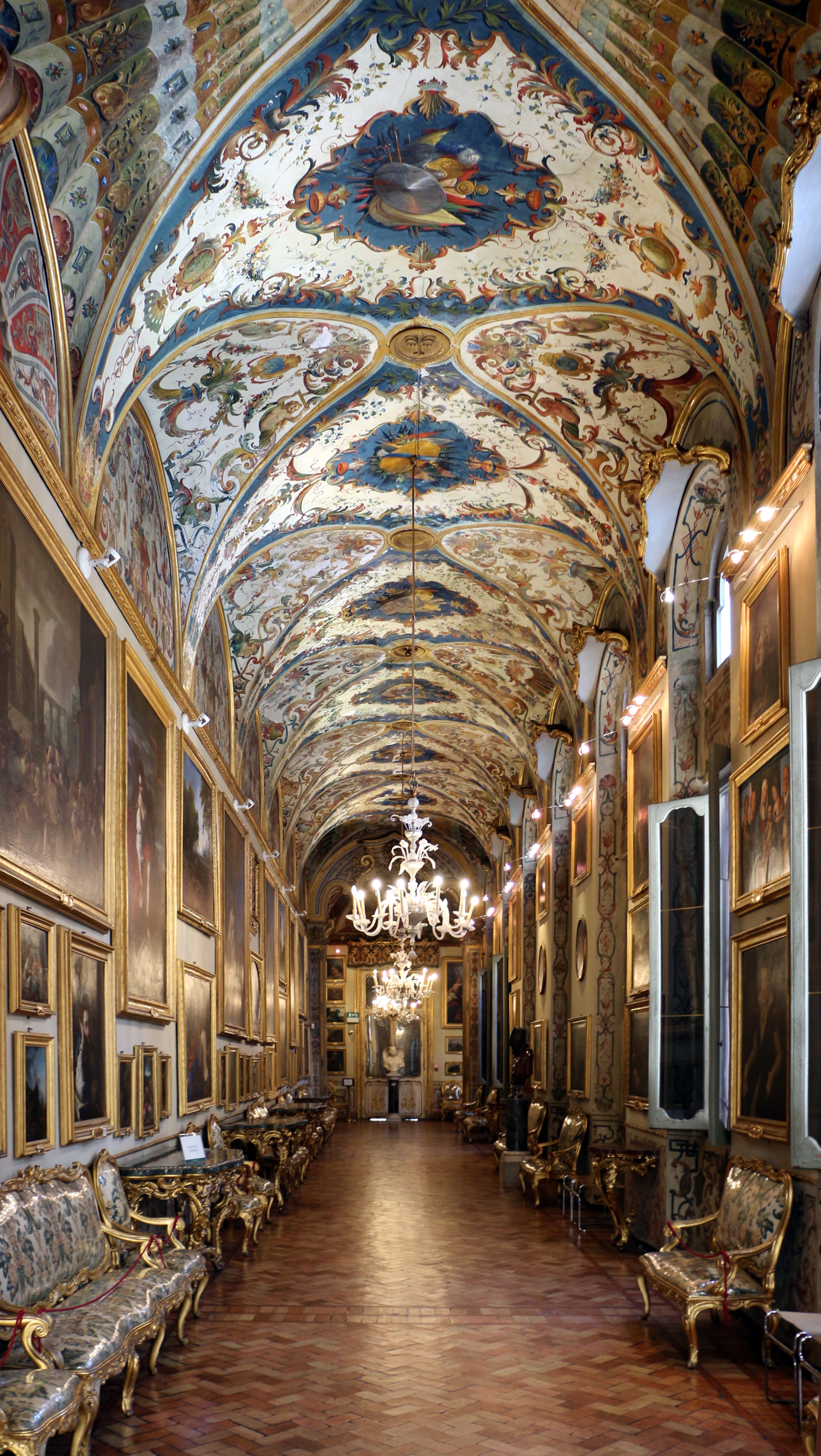
Une des galeries
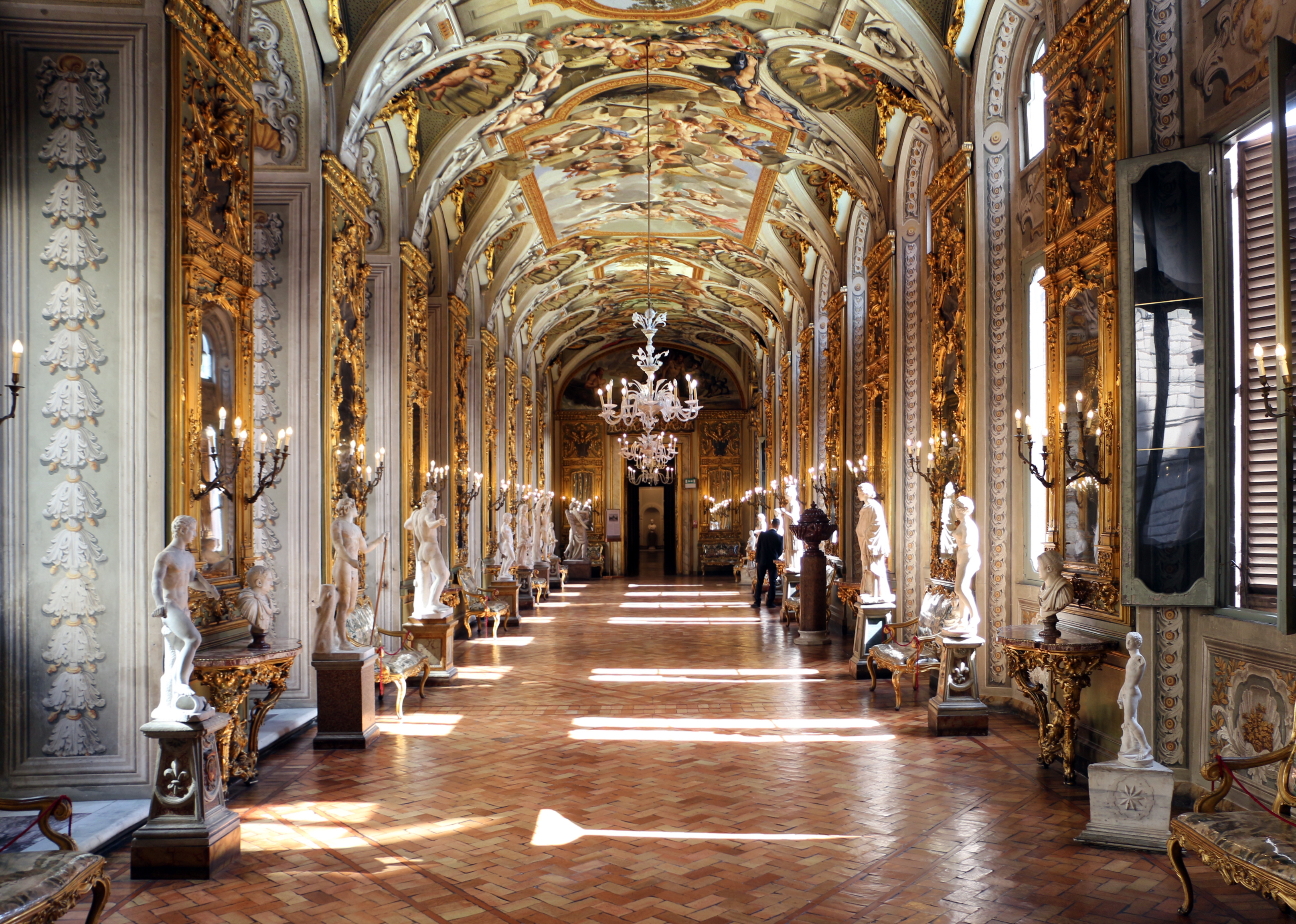
Galerie des Glaces
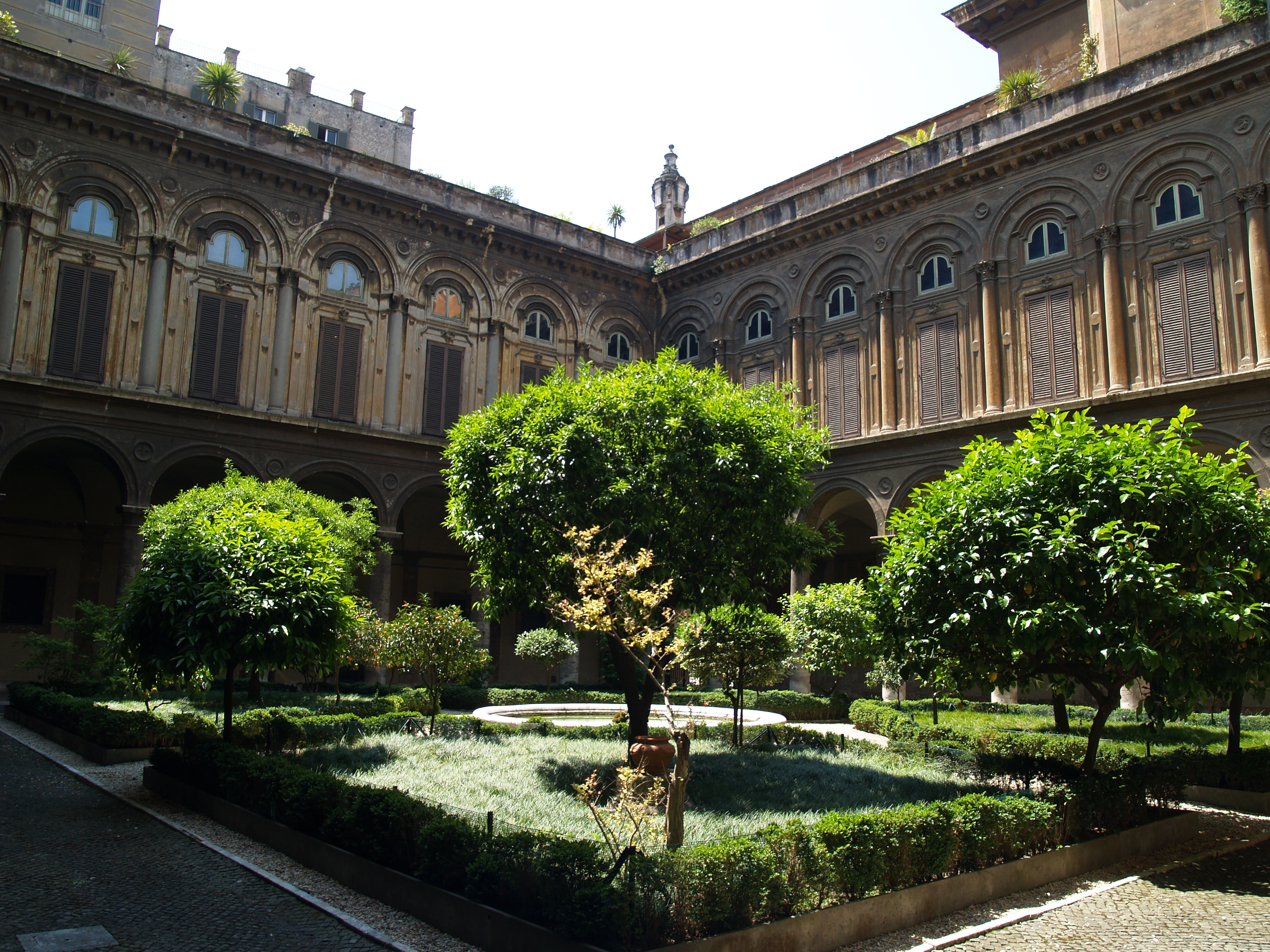
Cour intérieure
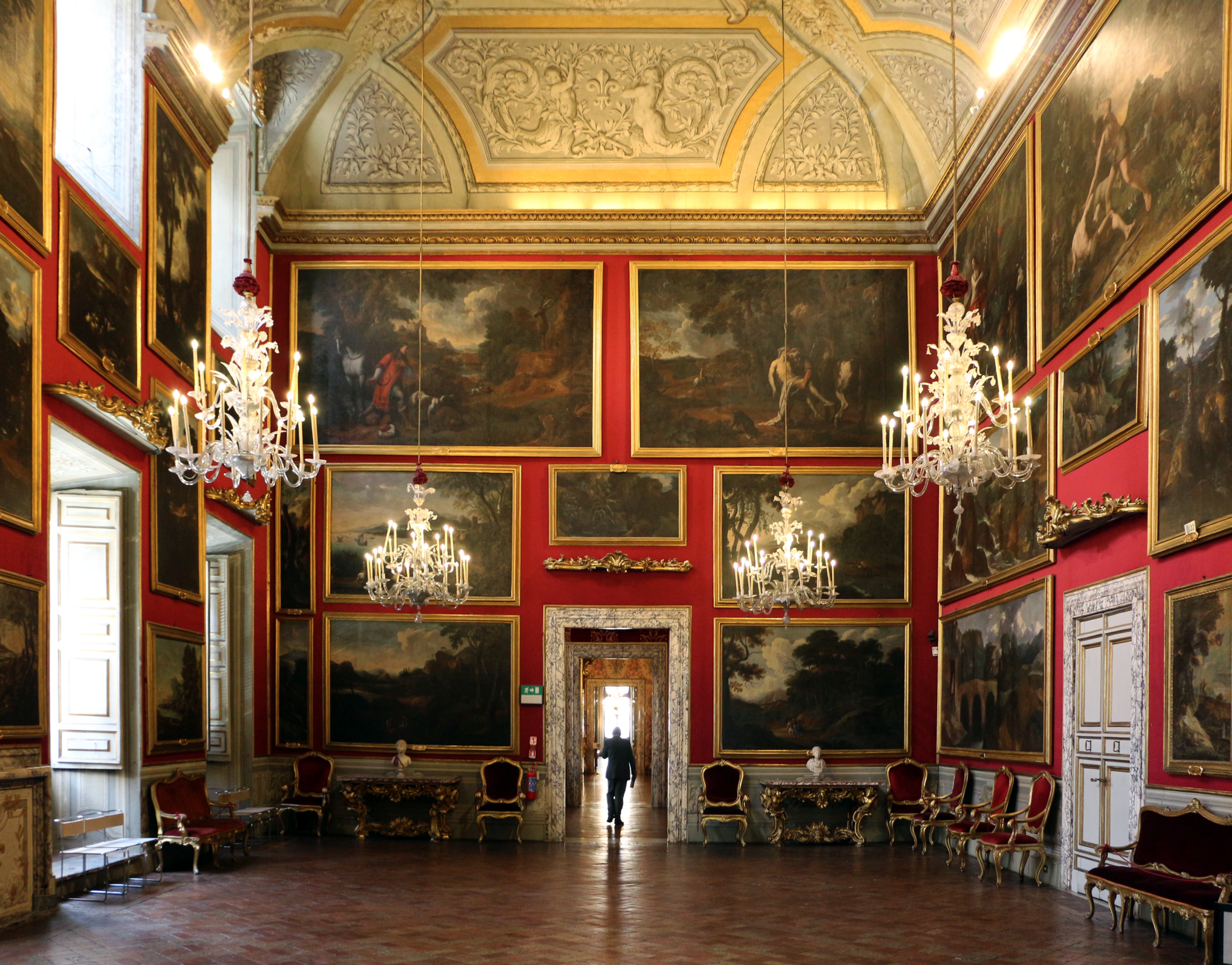
Salle du Poussin

## Les collections

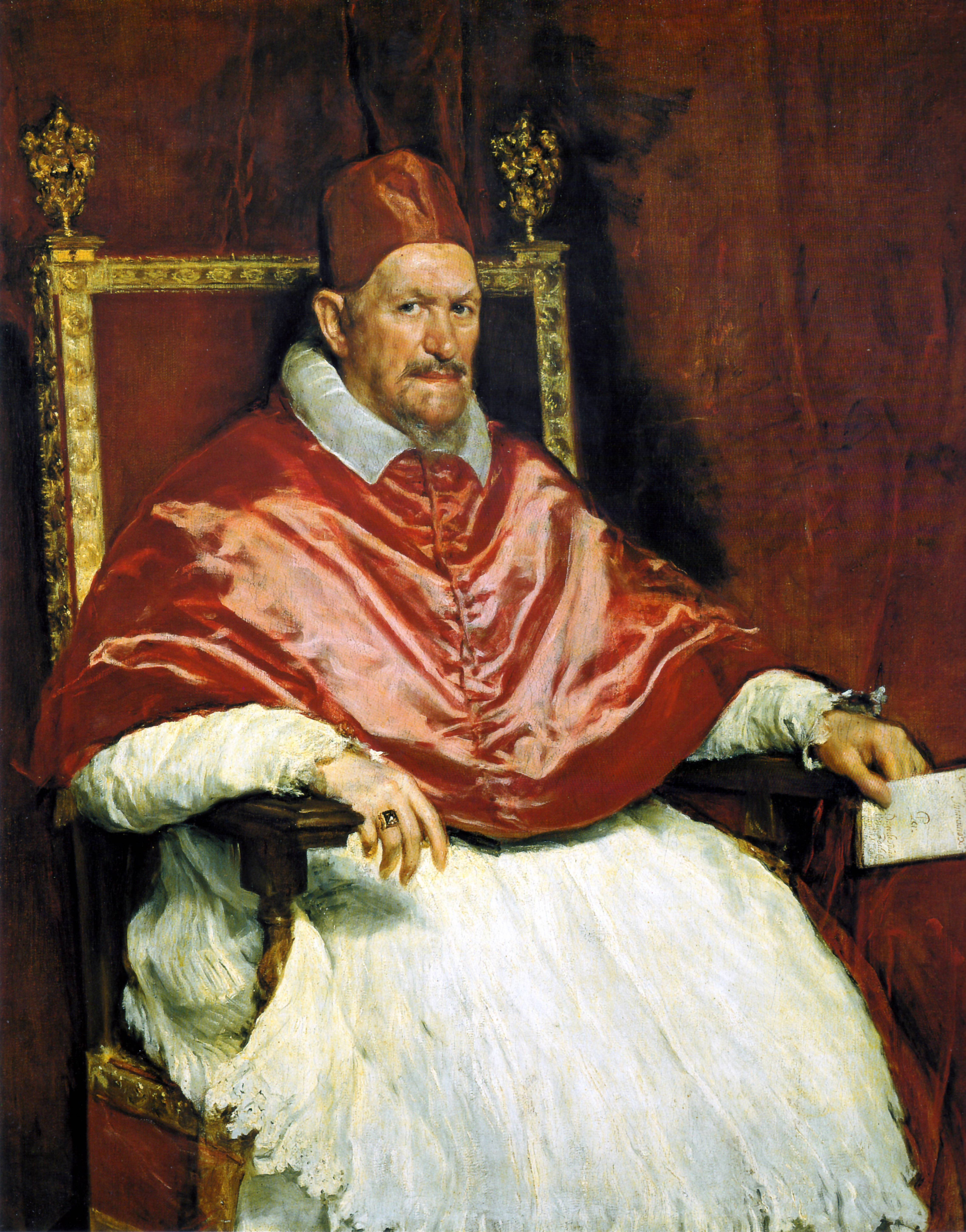
Portrait d'Innocent X, un pape Pamphilj, par Diego Vélasquez, conservé dans la galerie.

Le cœur des collections est constitué de l'héritage Aldobrandini, partagé entre Gianbattista Pamphilj et Gianbattista Borghese (cette partie de l'héritage alimente la galerie Borghèse), les deux enfants d'Olimpia Aldobrandini. Il a été complété par les œuvres achetées par le prince Camillo et ses successeurs, en particulier son fils le cardinal Benedetto Pamphilj. Les collections sont protégées par deux fidéicommis interdisant la dispersion des biens : le premier, d'Innocent X en 1651 ; le second, du côté Aldobrandini.
Les collections sont présentées suivant le mode de présentation en vigueur au XVIIIe siècle : plusieurs tableaux sont superposés sur 2, 3, 4 voire 5 niveaux, dans de longues galeries souvent plus étroites que les espaces muséographiques modernes. Il n'y a pas de cartels, sauf (rare) exception. Le cadre du tableau porte le nom de l'artiste, des dates et un numéro d'inventaire. Ce parti pris respecte l'esprit et la forme des anciennes collections privées, au prix d'un certain inconfort pour le visiteur moderne.

### Quelques œuvres présentées
- Algarde : buste de Benedetto Pamphilj, buste d'Olimpia Pamphilj
- Le Bernin : Bustes d'Innocent X (deux exemplaires réalisés à quelques jours d'intervalle)
- Annibale Carrache : 
  - Madeleine pénitente
  - Saint Jérôme
  - Paysage avec la fuite en Égypte
- Claude Lorrain : 4 toiles :
  - Paysage avec figures dansantes
  - Paysage avec Diane, Céphée et Procri
  - Vue de Delphes avec procession
  - Paysage avec Apollon et Mercure volant le troupeau d'Admète
- Le Guerchin : 
  - Erminia retrouve Tancrède blessé
  - Endymion dormant

- Caravage : 3 toiles : 

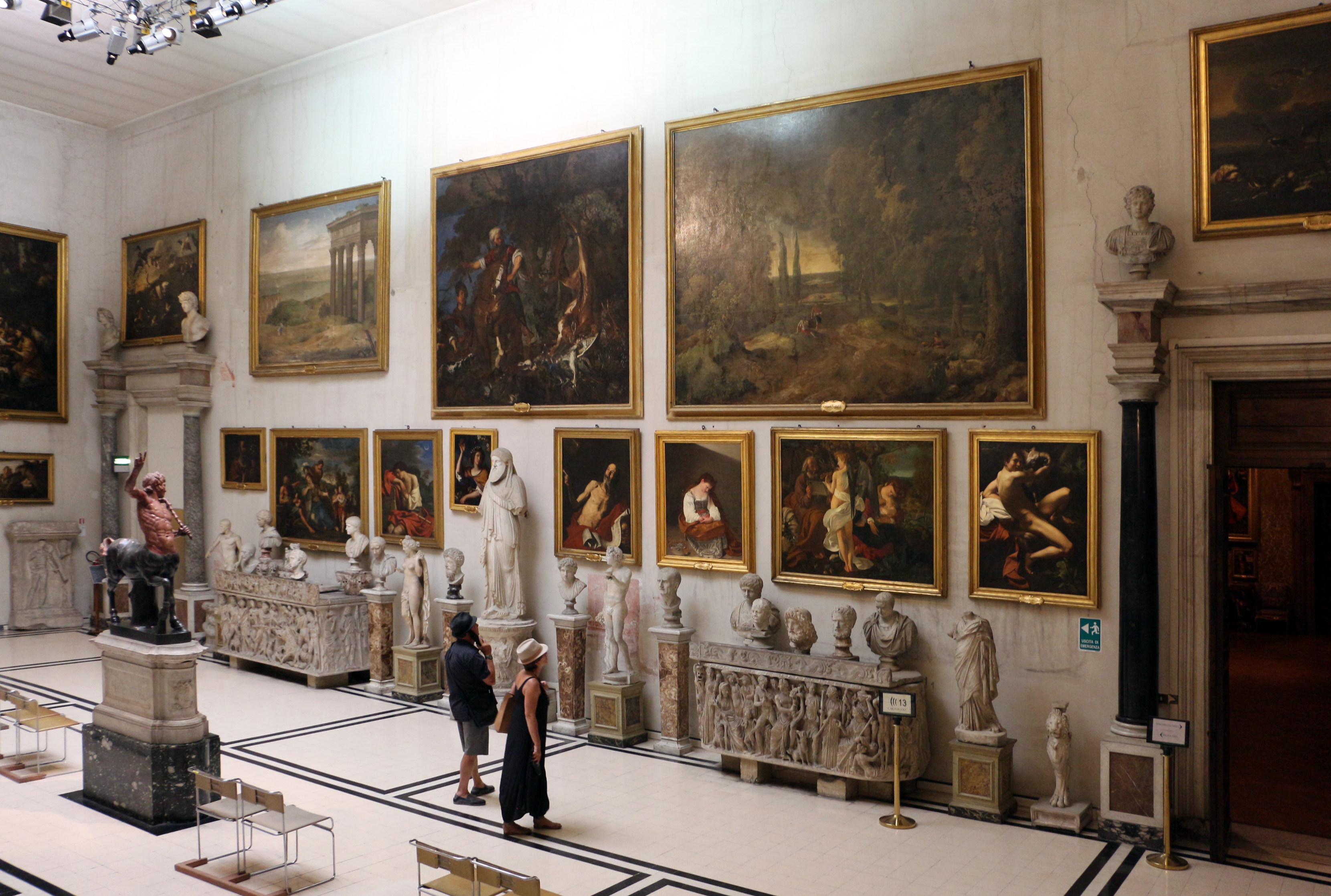
Vue de l'une des salles, avec notamment la Marie-Madeleine repentante du Caravage.

  - Repos pendant la fuite en Égypte (1598-1599)
  - Madeleine repentante (1598-1599)
  - Saint Jean-Baptiste (v.1602)
- Titien : Salomé, ou Judith avec la tête d'Holopherne (1515)
- Raphaël : Double portrait d'Andrea Navagero et d'Agostino Beazzano
- Giorgio Vasari : Descente de croix
- Vélasquez : Portrait d'Innocent X
- Pieter Brueghel l'Ancien : Bataille navale dans le golfe de Naples
- Parmesan : 
  - La Vierge à l'Enfant
  - La Nativité
- Fra Filippo Lippi : Annonciation (1443)
- Fra Paolino da Pistoia : Sainte famille avec saint Jean et deux anges, copie de Raphaël
- Dominiquin : Suzanne et les vieillards (1603)
- Mattia Preti : Le Tribut de la monnaie (1645)
- Salvator Rosa : Marine avec un arc rocheux (1661-1662)
- José de Ribera : Saint Jérôme et la trompette du Jugement dernier (1629)
- Sebastiano del Piombo : Portrait d'Andrea Doria (1526)
- Hans Memling : Descente de croix (entre 1480-1490)